# Mapudungun
Mapudungun (mapu „Land“ + sdugun „Sprache“) ist eine indigene amerikanische Sprache, die in Chile und Argentinien von den Mapuche gesprochen wird; sie war im Deutschen auch unter der Fremdbezeichnung Araukanisch bekannt. Das Mapudungun ist eine der größeren isolierten Sprachen.
Die Volksgruppe der Mapuche besteht aus 600.000 Menschen, von denen etwa 260.000 zeitweise Mapudungun sprechen, ungefähr 250.000 in Chile und 10.000 in Argentinien. Nach neueren Umfragen sprechen aber nur rund 85.000 Mapuche diese Sprache auch mit ihren Kindern, weshalb Mapudungun zu den gefährdeten Sprachen gezählt wird.

## Geschichte, Sprachstudien, Korpora

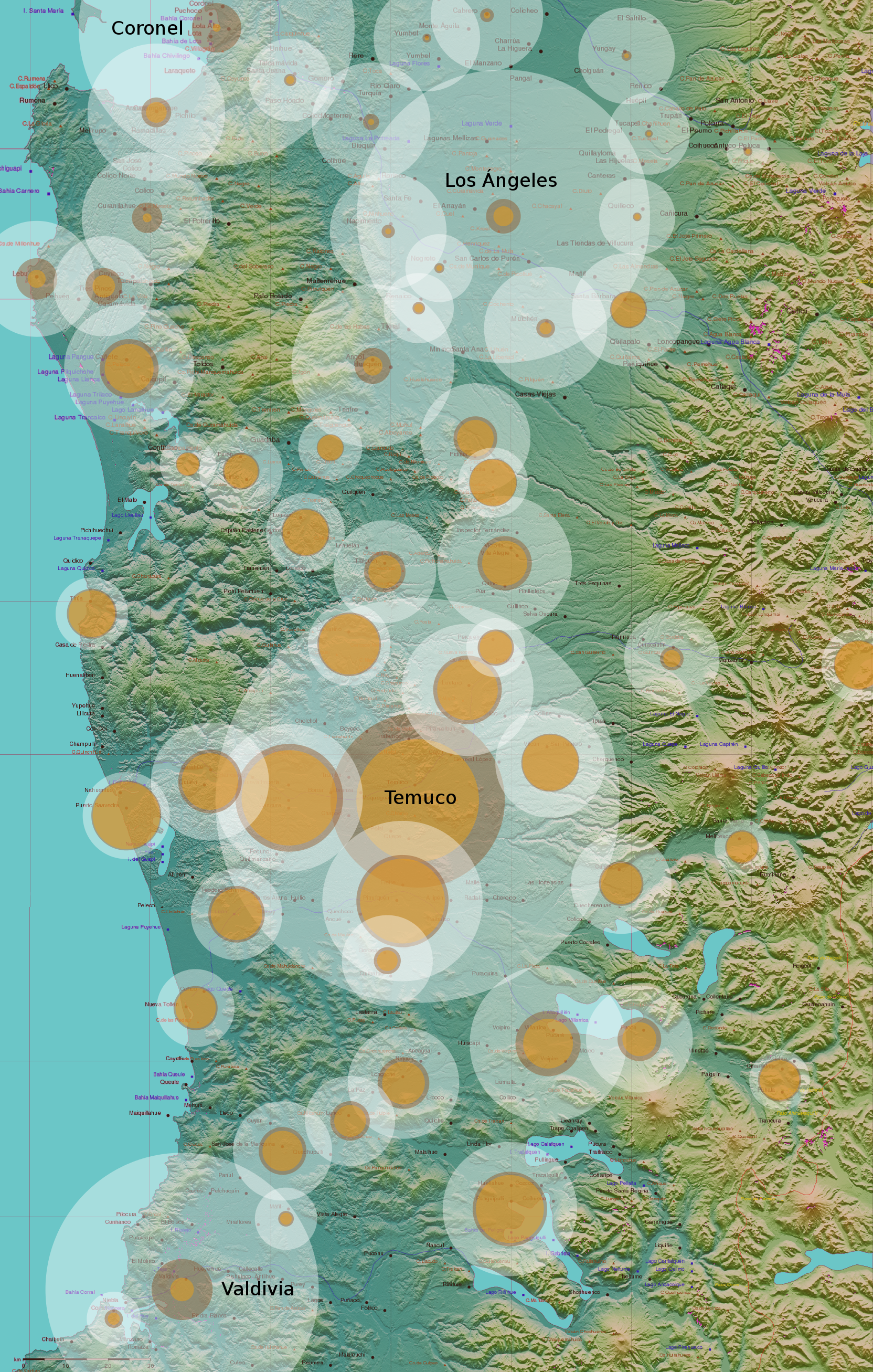
Kerngebiet der Mapuche; Bevölkerung 2002 nach Gemeinden. Kreisflächen sind auf 40 Einwohner/km² abgestimmt:
Orange = Mapuche-Landbevölkerung,
dunkel = Mapuche-Stadtbevölkerung,
weiß = Nicht-Mapuche.

Als die Spanier ins heutige Chile vordrangen, trafen sie auf drei Araukaner-Gruppen, von denen sie eine, die Pikumche (<piku „Norden“ + ce „Mensch“) schnell unterwarfen. Gegen Mitte des 18. Jahrhunderts hatte jedoch auch die südliche Williche-Gruppe (<wilhi „Süden“) ihre politische Unabhängigkeit verloren und nur noch die zentrale Gruppe der Mapuche (<mapu „Land“) konnte ihre Unabhängigkeit bis 1881 bewahren. Offiziell ist Mapudungun in keinem Land Staatssprache.
Die erste Grammatik des Mapudungun (damals noch „Chilenisch“ genannt) wurde vom Jesuiten Pater Luis de Valdivia im Jahre 1606 veröffentlicht; einflussreicher waren freilich die Arbeiten der ebenfalls Jesuiten Andrés Febrés (Arte de la Lengua General del Reyno de Chile, 1765, Lima) und Bernhard Havestadt (Chilidúgú sive Res Chilenses, 1776, Westfalia).
Auf breiter Basis wurde die Sprache erstmals vom Sprachwissenschaftler Rudolf Lenz und vom Augsburger Kapuziner Felix de Augusta (beide um 1900) beschrieben; Augustas Wörterbuch ist bis heute (2015) das umfangreichste Werk dieser Art. Fast zeitgleich dazu veröffentlichte Ernst Wilhelm von Moesbach auch den ersten umfassenden indigenen Bericht in den Erzählungen von Pascual Coña.
Im letzten Drittel des 20. Jahrhunderts erfuhr die Sprachforschung des Mapudungun eine neue Blüte durch zahlreiche wissenschaftliche Aufsätze, aber auch umfangreichere Arbeiten von Adalberto Salas, Brian Harmelink, Ineke Smeets und Fernando Zúñiga. 1997 veröffentlichte ein Team der Wycliff-Bibelübersetzer in Zusammenarbeit mit SIL International erstmals das gesamte Neue Testament auf Mapudungun.
Erwähnenswerte Darstellungen aus der Sicht der Mapuche sind volkstümliche Beschreibungen wie die von Segundo Llamin (Federico ñi Nütram, Lelfüntripa pichike che tañi chumgen) und systematisch erscheinende Dichtungen wie beispielsweise von Elicura Chihuailaf oder Beatriz Pichi Malen.
Das Mapudungun tritt in einigen Sprachvarianten auf, die eigentlich Gebietsbezeichnungen und allesamt untereinander verständlich sind; Unterschiede zeigen sich hauptsächlich in der Stimmhaftigkeit der Frikative, dem Auftreten von Interdentallauten, und Einzelheiten der Zeitwortkonjugation. In Mittelchile (Gulu Mapu) und angrenzendem Argentinien (Puel Mapu) sind das die Sprachformen
- Pikumche (Pikumce, im Malleco-Gebiet um die Stadt Lebu bis nach Angol, nicht zu verwechseln mit dem historisch erwähnten „picunche“)
- Pewenche (Pewence, vom Quellgebiet des Bio-Bio-Flusses bis zum argentinischen Neuquén)
- Lafkenche (Ldafkendce, im Küstengebiet von Carahue, Puerto Saavedra, und südlich davon)
- Moluche (Moluce, die vorherrschende Sprachform, ab Temuco und Panguipulli über den argentinischen Limayfluss bis zum See Nahuel Huapi)

Im argentinischen Patagonien spricht man neben den beiden letzteren noch
- Rankenche (in Chalileo, General Acha und der Ortschaft Río Colorado).

Das im Schwinden begriffene Williche (auch Wiriche, Veliche, Chedungun), in der Küstenregion von Osorno (Chile) und in der Region des Nahuel-Huapi-Sees (Argentinien), ist mit den obigen Dialekten nicht mehr wechselseitig verständlich und wird im Gegensatz zu diesen oft als eigenständige Sprache aufgefasst.

## Sprachliche Auswirkung

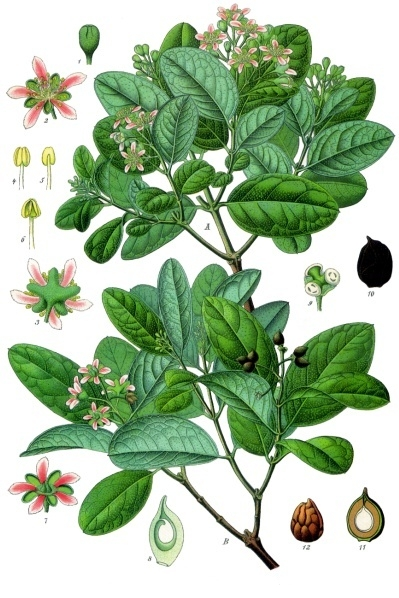
Der chilenische Boldostrauch (<foldo) wächst auch verwildert am Mittelmeer.

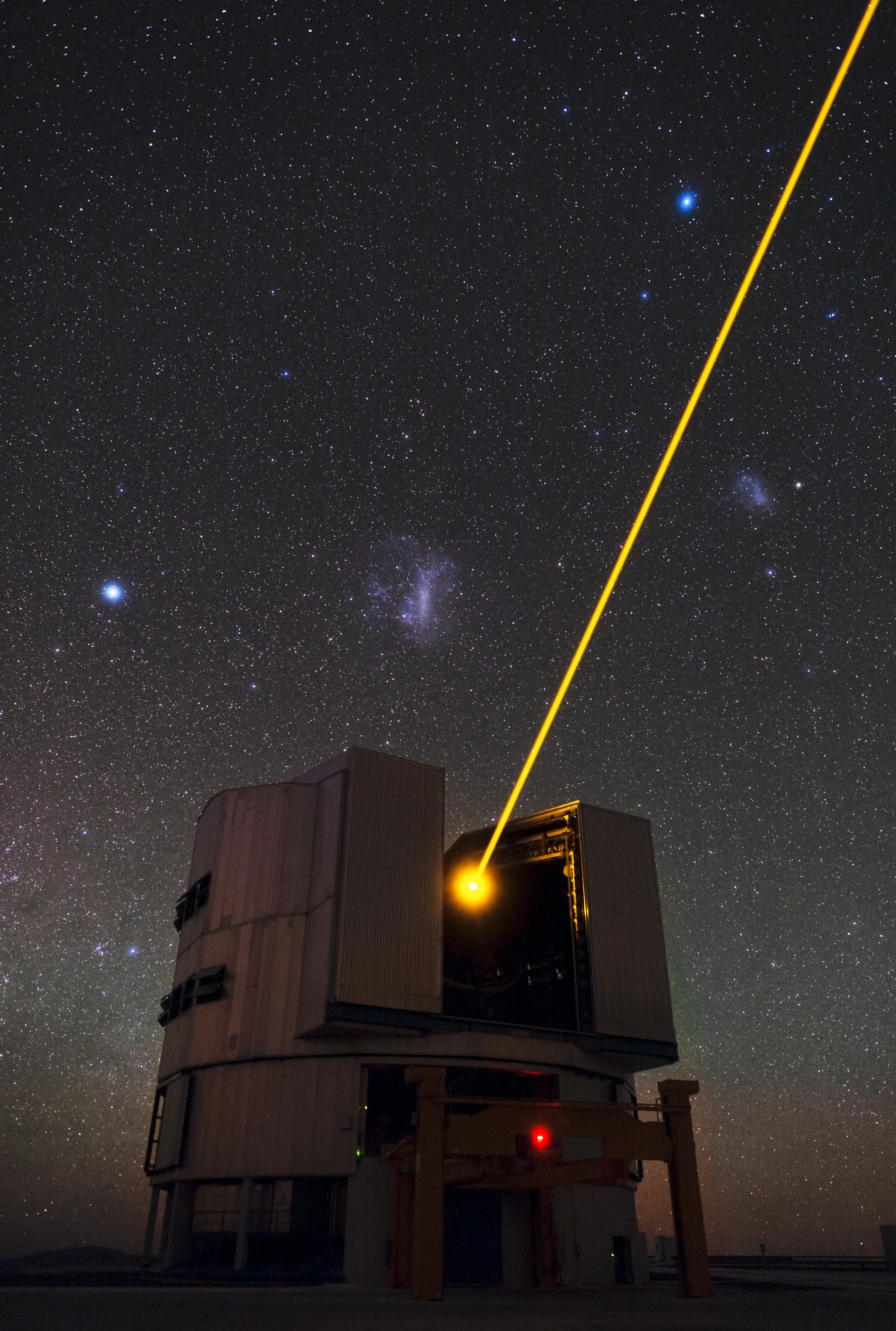
Yepun (<jepund, „Nacht-Träger“, das heißt „Abendstern“) ist Name des VLT-Einzelteleskops 4 der Paranal-Sternwarte in Chile.

Das Wort „Poncho“ wurde vielleicht aus dem Mapudungischen (von pontro, „Decke“) über das Spanische in viele andere Sprachen, wie auch das Deutsche, übernommen. Interessanterweise ist die mapudungische Bezeichnung für das Poncho-Kleidungsstück aber eine andere, nämlich makunh.
Zahlreiche Tier- und Pflanzennamen für die einheimische Fauna und Flora wurden aus dem Mapudungun ins chilenische Spanisch und manchmal auch international übernommen. Die Namen der folgenden Liste sind, falls nicht ausdrücklich gekennzeichnet, sowohl bei Augusta als auch bei Zúñiga vermerkt:
- Säugetiere: Coypu (<koipu, Biberratte), Degu (<sdewy, Strauchratte), Huemul (<wemul,[11]wymul, Andenhirsch), sp.huillín (<wilhinh, Flussotter), sp.Nahuel (<nawel, Jaguar), Pudu (<pysdu, Zwerghirsch).
- Vögel: sp.choroy (<coroi, Langschnabelsittich), sp.fío-fío (<wiju, Tyrannenart Elaenia albiceps), sp.loica (<ldoika, Lerchenstärling), sp.pidén (<pisdenh, Ralle), sp.tiuque (<triuky,[11] ciuky,[6] Chimangokarakara), sp.traro (<traru, Schopfkarakara), sp.tagua (<trawatrawa, Blässhuhn), sp.treile (<treqyl, Kiebitz), sp.huala (<wala, Magellantaucher).
- Bäume und Pflanzen: Boldo (<foldo), sp.chilco (<cilhko, Scharlachfuchsie), sp.coihue (<koiwe, Südbuche), Copihue (<kolkopiu, Wachsglocke), sp.digüeñe (<sdiwenh, Schlauchpilz), sp.lingue (<lige, Lorbeerart Persea lingue), sp.luma (<luma, Myrtenart Amomyrtus luma), sp.michay (<mycai Berberitze), sp.nalca (<galdka, Mammutblatt), sp.notro (<notru, notry,[11] Feuerstrauch), sp.pehuén (<pewen, Araukarie), sp.quila (<kylda, Bambusart Chusquea quila), Quillaja (<kylhai), Temu (<temu, Myrtenart), sp.ulmo (<gulgu, ylgu[11] Scheinulme).
- Sonstige: sp.loco (<loko, Stachelschnecke), sp.piure (<piwyr,[11] piwy,[6] Manteltiergattung Pyura).

Geografische Bezeichnungen aus dem mapudungischen Siedlungsraum haben in der Regel ihre ursprünglichen Namen behalten, darunter:
- Seen und Flüsse: Bio-Bio-Fluss (<wiju, „Tyrannenvögel“), Llanquihuesee (<lhankywe, „versunkene Gegend“), Nahuel-Huapi-See (<nawel wapi, „Jaguarlichtung“), Lanalhuesee (<ldan?alhwe, „verstorbene Seelen“), Colicosee (<koly ko, „rotes Gewässer“), Caburguasee (<kafyrwe, „Ausgrabung“), Calafquén-See (<ka ldafkend, „anderes Meer“), Panguipullisee (<pagi pylhi, „Pumagründe“), Riñihuesee (<rygiwe, „Ort der Bambusgräser“), Tolténfluss (<troltro, „Distel“), Rancosee (Bedeutung unklar), Puyehuesee (<pujewe, „Ort der Galaxienfische“), Rupancosee (<rupan ko, „fließendes Gewässer“), Petrohuefluss (<pytrowe, „Ort der Sandmücken“).
- Berge: Nahuelbutagebirge (<nawel fytra, „Jaguarhöhen“), Vulkan Llaima (Bedeutung unklar), Vulkan Calbuco (kalhfy ko, „blaues Gewässer“).
- Orte und Ortsteile: Temuco (<temu ko, „Myrtengewässer“), Vitacura (<fytra kura, „Felsen“), Curicó, (<kury ko, „schwarzes Gewässer“), Talca (<tralka, „Donner“), Talcahuano (<tralka wenu, „Gewitterhimmel“), Lebu (<ldeufy, „Fluss“), Carahue (<karawe, „bewohnte Gegend“), Pitrufquén (>trufken, „Asche“), Cutral-Có (<kytral ko, „Feuergewässer“), Plaza Huincul (>wigkul, „Berg“) und viele andere.

Im Bereich der Phonologie wird oft die retroflexe Aussprache der Gruppe ⟨tr⟩ im chilenischen Spanisch auf Substrateinfluss seitens des Mapundungun zurückgeführt. Allerdings wird diese Gruppe auch in zahlreichen anderen Sprachen und anderen Varianten des Spanischen retroflex realisiert.

## Lautsystem
Mapudungun wird in lateinischer Schrift geschrieben; derzeit (2025) gibt es aber keine etablierte Rechtschreibung und bisher erfolgte Vorschläge zur Schreibweise sind linguistisch und politisch umstritten, so wird zum Beispiel für den Namen der Sprache auch Mapuzugun oder Mapusdugun vorgeschlagen. Im folgenden vereinfachten Lautschema werden die IPA-Lautzeichen und (in Klammern) die in diesem Artikel verwendeten Buchstabengruppen für die verschiedenen Phoneme angeführt; für die Aussprache siehe die Verknüpfungen der einzelnen Zeichen:

### Vokale und Halbvokale
|                       | vorne ungerundet | ungerundet     | hinten gerundet |
| --------------------- | ---------------- | -------------- | --------------- |
| offene Vokale         | e (e)            | a (a)          | o (o)           |
| obere Vokale          | i (i)            | ɘ (y)          | u (u)           |
| Silbenanlaut/-auslaut | j (j), / i̯ (i)   | . (q), / ɰ (q) | w (w), / u̯ (u)  |

Die Halbvokale j und w kommen nur am Silbenanfang vor, und die nichtsilbischen Approximanten i̯, ɰ, u̯ nur am Silbenende. Ein allgegenwärtiges unbetontes [ə] ist für die meisten Autoren vorhersagbar und wird hier schriftlich wie ɘ behandelt.

### Konsonanten
|                       | Lippen | Zähne               | Zahndamm       | Gaumen | Gaumensegel |
| bilabial, labiodental | dental | alveolar, retroflex | palatal        | velar  |             |
| --------------------- | ------ | ------------------- | -------------- | ------ | ----------- |
| Laterallaute          |        | l̟ (ld)              | ɭ (l)          | ʎ (lh) |             |
| Nasallaute            | m (m)  | n̟ (nd)              | ɳ (n)          | ɲ (nh) | ŋ (g)       |
| Reibelaute            | f (f)  | θ (sd)              | ʂ (s), ɻ (r)   | ʃ (sh) |             |
| Verschlusslaute       | p (p)  | t̟ (td)              | t (t), ʈ͡ʂ (tr) | t͡ʃ (c) | k (k)       |

Verschlusslaute und Affrikate kommen nur im Silbenanfang vor. Die im Pikumche- und Pewenche-Dialekt auftretende Stimmhaftigkeit der Reibelaute ist nicht bedeutungsrelevant. Die Kombinationen ʈ͡ʂ, ʈ͡ʃ werden als einheitliche Laute empfunden. Einige Laute haben keine übliche IPA-Zeichen, so die gelispelten Nasen- und Seitenlaute l̟, n̟, t̟  (mit der Zungenspitze zwischen den Schneidezähnen, auch l̪, n̪, t̪ geschrieben), die in den Sprachen der Welt nur selten vertreten sind. Ein zuweilen zusätzlich auftretender Laut [ʈ] ist vermutlich nur eine freie Variante für ʈ͡ʂ.

### Silben
Silben haben die Form   (möglicher) Anlaut - Kern - (möglicher) Auslaut,   und zwar wie folgt:
- der Anlaut ist -soweit zugegen- einer der Halbvokale j,w, oder ein beliebiger Konsonant;
- der Kern ist ein beliebiger Vokal als Silbenträger; und
- der Auslaut ist -soweit zugegen- einer der Halbvokale i̯,ɰ,u̯ oder ein Reibe-, Nasal- oder Lateralkonsonant.

Die Betonung einer Silbe innerhalb eines Wortes ist nicht bedeutungsrelevant.
Die Vokale e, a, o sind immer Silbenkerne. In den Fällen, in denen einer der Vokale i, ɘ, u nach einem Silbenkern oder Mitlaut kein Auslaut ist, sondern eine neue Silbe beginnen soll, wird mit expliziter Schreibung von ji,qy,wu der Sprache keine Gewalt angetan, da diese Anlaute auch dann implizit realisiert werden, wenn sie nicht geschrieben werden. In den seltenen Fällen, wo mit e, a, o nach einem Mitlaut eine neue Silbe beginnen soll, wird hier qe, qa, qo mit stummem q geschrieben. Bei fehlendem Auslaut ist der Kontrast u/o neutralisiert, bei fehlendem Anlaut der Kontrast u/wy.

## Grammatische Spracheigenheiten
Es folgen einige sprachliche Eigenschaften des Mapudungischen,
die vom Deutschen her gesehen besonders fremd anmuten können.

### Verbaldeterminierte Wortstellung
Die Wortstellung von Subjekt und Satzobjekten ist relativ frei; deren Beziehung zueinander wird aber nicht über Präpositionen oder Deklination angegeben, sondern mit Hilfe von Verbalsuffixen. So bedeutet:
- /ti sdomo [[musdai elu-fi] ti wentru]., wörtlich: „Die Frau [[Maisschnaps gab jemandem] der Mann].“
- /ti sdomo [[musdai elu-ejeu] ti wentru]., wörtlich: „Die Frau [[Maisschnaps erhielt von] der Mann].“

Um die obigen Satzstellungen im Deutschen nachzuahmen müssen zwei verschiedene Verben (geben und erhalten) verwendet werden; das Mapudungun benutzt nur ein Verb (elu-) mit verschiedenen Nachsilben. Die eckigen Klammern oben zeigen an, welche Satzteile im Mapudungischen die Kernaussage bilden. Bei drei Satzobjekten muss das „Akkusativobjekt“ (musdai bzw. Maisschnaps) ausdrücklich erwähnt werden und liegt unmittelbar vor dem Verb, unmittelbar nach dem Verb, oder manchmal sogar zwischen dem Verb und dessen Nachsilben.

### Agglutinierende Nachsilben
Das Mapudungun ist eine vorrangig anhand von Nachsilben agglutinierende Sprache. Aufeinanderfolgende Suffixe treten zahlreich bei Verben und Phrasen mit Verbalkern auf und eher spärlich bei Adverbien und Adjektiven; Substantive sind unveränderlich.
Beispiel:
- /trari-pa-rke-la-ja-i ti manshun., oder /trari-manshun-pa-rke-la-ja-i., „Angeblich wird er die Ochsen nicht hier anschirren“ [10]

In den unten vorgestellten Sprachproben hat ein finites Hauptsatzverb zwischen 2 und 5 Nachsilben (im Schnitt 3.08 Nachsilben), und ein nicht finites Nebensatzverb zwischen 1 und 4 Nachsilben (im Schnitt 2,13 Nachsilben).

### Satzteile mit Nachsilben
Das Mapudungun ist eine teilweise polysynthetische Sprache. In manchen Satzformen können Nachsilben nicht einzelnen Wortwurzeln, sondern nur gesamten Satzteilen zugeordnet werden, wie etwa im Englischen the evil queen’s mirror, womit [the evil queen]’s mirror gemeint ist.
Beispiele sind:
- /asdkintu-we-gilhan-manshun-kijawi.,[19][11] „Er hüte-te neu gekaufte Ochsen“, wörtlich: „Er hüte-neu-gekaufte-Ochsen-te“.
- /mylei nhi pyra-kawelh-yn.,[7][11] „Ich muss aufs Pferd“, wörtlich: „Es bedarf meines Aufsteig-Pferd-ens“.
- /kim-wigka-sdugu-ken., „Ich sprech-e die fremde Sprache“, wörtlich: „Ich sprech-fremde-Sprache-e“.

Der polysynthetische Zug der Sprache führt manchmal zu Schwierigkeiten, wenn in der Rechtschreibung Wortlücken und Bindestriche festgelegt werden sollen.

### Markierte Zukunftsform
Im Gegensatz zum Deutschen, wo bei Verben zwischen Vergangenheit und Nicht-Vergangenheit unterschieden wird,
- er arbeitete gestern, statt: er arbeitet heute, er arbeitet morgen,

unterscheidet das Mapudungun zwischen Nicht-Zukunft und Zukunft:
- wija (gestern) kysdawi, facandty (heute) kysdawi, aber: wyle (morgen) kysdawai.

Diese Art zu unterscheiden ermöglicht es, die Zukunftsform auch als eindringliche Befehlsform zu benutzen.

### Dualzahl
Bei Fürwörtern und Verben bezieht sich eine Mehrzahlendung stets auf drei oder mehr Personen, da für einen Hinweis auf zwei Personen eigene Endungen verwendet werden:
- inhciu, „wir beide“ statt inhcinh, „wir (drei oder mehr)“
- kypamu, „Kommt ihr zwei!“ statt kypamyn, „Kommt ihr alle!“

Diese Dualformen werden auch dann verwendet, wenn die beiden Bezugspersonen keine natürliche Einheit bilden.

### Häufige Verbalphrasen
Das Mapudungun verfügt über eine Vielfalt nicht-finiter Verbalformen. Wo das Deutsche auf Zusammensetzungen, Eigenschaftswörter, oder Nebensätze zurückgreift, wird im Mapudungischen oft eine nicht-finite Verbalphrase eingesetzt, zum Beispiel:
- /[sdoi pura mari tripantu nielu] trokiuwyn., wörtlich: „Für [einen über achtzig Jahre Habenden] halte ich mich“ [7]
- /fei tyfaci [fentren nhi mogemum] kimjepafinh [nhi cumkefel kuifike ce jem]., wörtlich: „In diesem [lange ich lebte] lernte ich [ihr wie-sein verstorbener Ahnen] kennen“ [7]

### Bewertende Suprafixe
Begriffsbewertungen des Sprechers haben eine systematische und produktive morphemische Ausprägung über Suprafixe. So sind die Mitlaute r, s, n, l immer neutral, interdentale Mitlaute sd, nd, ld sind je nach Wort entweder neutral oder abwertend, palatale Laute sh, nh, lh sind neutral oder aufwertend. Wörter mit neutralen Lauten können auf- oder abgewertet werden, indem der neutrale Laut durch den entsprechenden aufwertenden oder abwertenden Laut ersetzt wird, wie bei:
- narki (Neutralform „Katze“), nasdki (etwa „Kratzviech“), nashki (etwa „Muschikatz“)
- aber: sdomo (Neutralform „Frau“, nicht abwertend), shomo (etwa „Schatz“)

Im Pewenche-Dialekt sind derart Unterscheidungen jedoch nicht oder nicht mehr vorhanden.

## Sprachprobe (Brautraub)
Die folgende Sprachprobe wurde dem bisher bedeutsamsten mapudungischen Korpus entnommen, den Erzählungen Pascual Coñas, einem Sprecher des Lafkenche-Dialekts aus der Gegend um den Budisee um 1850. Seine Beschreibungen, benannt „Wie die Ahnen lebten“ (kuifike ce jem cumgeci nhi asdmogefel egyn) wurden um 1926 von Ernst Wilhelm von Moesbach, einem Missionar des Kapuzinerordens, aufgeschrieben und veröffentlicht; hier ein Auszug aus Kapitel 13, Gapitun.
| /kuifi                                           | kakeumekefui  | nhi niewyn     | pu mapuce:   |
| früher                                           | vielerlei-war | ihr sich-haben | [Mz] Mapuche |
| Früher heirateten die Mapuche auf vielerlei Art: |               |                |              |

| /kinheke | meu       | gilhan-entu-kefui                          | ylhca,                                     |
| einige   | bezüglich | kauf-hol-ten                               | Jungfrau                                   |
| Einige   | Einige    | holten sich eine Jungfrau durch Bezahlung, | holten sich eine Jungfrau durch Bezahlung, |

| ka-gen      | meu       | lef-je-kefui,          |
| andere-sein | bezüglich | flieh-trug-en          |
| andere      | andere    | nahmen sie und flohen, |

| ka-gen      | meu       | myntukefui                            | fytda-gelu                            | sdomo,                                |
| andere-sein | bezüglich | gewaltraubten                         | mit-Mann-seiende                      | Frau                                  |
| andere      | andere    | raubten verheiratete Frauen im Krieg, | raubten verheiratete Frauen im Krieg, | raubten verheiratete Frauen im Krieg, |

| ka-gen      | meu       | gapitukefui                             | nhi fytapyra egyn.                      |
| andere-sein | bezüglich | ritualraubten                           | ihre Herangewachsenen [Mz]              |
| andere      | andere    | holten sich ihre Mädchen im Ritualraub. | holten sich ihre Mädchen im Ritualraub. |

| /feici             | kure-geken         | newen              | meu                | sdoi                  | mylekefui.            |
| dieses             | Ehefrau-mit-sein   | Kraft              | bezüglich          | mehr                  | befand-sich           |
| Diese Raubheiraten | Diese Raubheiraten | Diese Raubheiraten | Diese Raubheiraten | waren die häufigsten. | waren die häufigsten. |

| /feula       | nytramjeafin           | gapinh                      | sdygu.                      |
| nun          | sprechen-werde-ich-von | Raubbraut                   | Sache                       |
| Im folgenden | beschreibe ich         | den Ritualraub einer Braut. | den Ritualraub einer Braut. |

## Sprachprobe (Vaterunser)
Folgende Sprachprobe ist von neuerem Datum und weiter gestreuten Sprechern, aus der Übersetzung des Neuen Testaments, Gynecen nhi Kyme Sdugu. In dieser Übersetzung lassen sich kleinere Dialektunterschiede zum Text von Pascual Coña feststellen; so wird beispielsweise sdygu zu sdugu und fyca zu fytra; auffällig ist ebenfalls die Häufigkeit der Fokuspartikel ta, was aber vermutlich der Textgattung zuzuschreiben ist. Leider gibt die Schreibweise der Übersetzung die Aussprache nicht voll wieder, da Interdentallaute nicht gekennzeichnet sind und hier basierend auf Augustas Angaben der Ldafkenche-Variante eingefügt wurden.
| /tainh      | cau         | wenu            | mapu            | mylelu,         |
| unser       | Vater       | Himmel          | Land            | befindender,    |
| Unser Vater | Unser Vater | im Himmelreich, | im Himmelreich, | im Himmelreich, |

|  | jamniegepe       | tami       | yi.        |
|  | gefürchtet-werde | dein       | Name.      |
|  | geheiligt werde  | dein Name. | dein Name. |

| /felepe      | mai          | tami                      | logko-                    | yldmen                    | -gen.                     |
| Es-sei       | gewiss       | dein                      | Haupt-                    | Edler                     | -sein                     |
| Sei wahrlich | Sei wahrlich | du der oberste Herrscher. | du der oberste Herrscher. | du der oberste Herrscher. | du der oberste Herrscher. |

| /eluniemoinh    | tainh | sduamtuelci | kofke |
| gib-ständig-uns | unser | benötigtes  | Brot  |
| Gib uns         | unser | benötigtes  | Brot  |

|  | kake-                   | andty | -gealu.           |
|  | jeder-                  | Tag   | -künftig-seiender |
|  | an jedem kommenden Tag. |       |                   |

| /winho-sduamma-moinh | tainh          | jafkan         | meu            |
| neu-bedenken-uns     | unsere         | Sünden         | bezüglich      |
| Vergib uns           | unsere Sünden, | unsere Sünden, | unsere Sünden, |

| /cumgeci                  | ta | inhcinh | winho-sduamma-tukefiinh |
| so-wie                    | :  | wir     | neu-bedenken-ihnen      |
| so wie wir denen vergeben |    |         |                         |

|  | tainh             | wesda | femkeeteu.  |
|  | unsere            | Übel  | uns-tuenden |
|  | die uns Übel tun. |       |             |

| /kintu-                                       | ka-sduam       | -geliinh,         |
| suchen-                                       | fremde-Absicht | -werdend-wenn-wir |
| Wenn wir von fremder Absicht versucht werden, |                |                   |

|  | elumokiliinh  | tainh               | femael              | wesdake             | sdugu.              |
|  | gib-nicht-uns | unser               | Tätigen             | schlechte           | Dinge               |
|  | vermeide      | dass wir Böses tun. | dass wir Böses tun. | dass wir Böses tun. | dass wir Böses tun. |

## Eine Meinung zum Mapudungun
Der Jesuit und Sprachforscher Bernhard Havestadt schrieb 1777 (Original auf Latein):

„ut sicuti montes Andes alios montes;
ita haec alias Linguas usque eo superemineat;
ut qui callet Chilense Idioma,
alias Linguas velut e specula longe infra se despiciat,
clare patenterque agnoscens
quantum sit in illis superflui, quam multa quoque desint, &c. &c.
& quam jure merito unicuique non Chileno exprobrari posit:
Si tua Lingua bona est, tamen est praestantior illa Lingua Chilena“

„Wie die Anden andere Berge [überragen],
so überragt es [das Mapudungun] andere Sprachen.
Wer die chilenische Sprache kennt,
sieht andere Sprachen wie von einem Wachtturm aus weit unter sich.
Er erkennt klar und deutlich,
wieviel an ihnen überflüssig ist, wieviel ihnen mangelt, und so fort,
und er kann jedem, der kein Chilene ist, zu Recht sagen:
Wenn deine Sprache gut ist, ist das Chilenische noch besser“